# Xanthospila flavoplagiata
Xanthospila flavoplagiata là một loài bọ cánh cứng trong họ Cerambycidae.